# Bodo Gelzenleuchter
Bodo Gelzenleuchter (* 15. Mai 1905 in Darmstadt; † nach 1943) war ein deutscher SS-Hauptsturmführer. Gelzenleuchter war der erste Chef des sogenannten Führerbegleitkommandos, der engeren persönlichen Leibwache Adolf Hitlers.

## Leben und Wirken
Nach dem Schulbesuch wurde Gelzenleuchter zum Kaufmann ausgebildet. Zum 26. August 1926 trat er in die NSDAP ein (Mitgliedsnummer 43.382). Am 1. April 1927 folgte sein Eintritt in die SS (Mitgliedsnummer 1.029). Zuvor hatte er 1923 und erneut seit 1926 der SA angehört. In dieser Zeit nahm er an den NSDAP-Parteitagen in Weimar (1926) und Nürnberg (1929) sowie an der Braunschweiger Tagung (1931) teil.
Am 29. Februar 1932 wurde Gelzenleuchter von Heinrich Himmler als Chef des damals erstmals aufgestellten sogenannten Führerbegleitkommandos ausgewählt, einer acht Männer umfassenden Gruppe, die sich fortan ständig in der Nähe Hitlers aufhielt und den engsten Ring seines Personenschutzes bildete. Unter Führung Gelzenleuchters begleiteten die Männer des Kommandos Hitler im Frühling und Sommer 1932 auf seinen Wahlkampfreisen anlässlich der preußischen Landtagswahl, der beiden Wahlgänge zur Reichspräsidentenwahl und der Reichstagswahl vom Juli 1932. Am 4. Oktober 1932 wurde Gelzenleuchter von Willy Herzberger als Führer des Kommandos abgelöst, dem er in der Folge noch bis Ende 1933/Anfang 1934 als einfaches Kommandomitglied angehörte.
Über die Hintergründe von Gelzenleuchters Ersetzung als Führer des Begleitkommandos finden sich in der bisher vorliegenden Literatur keine Angaben, Kurt Gildisch, der das Kommando von 1933 bis 1934 führte, bekundete allerdings bei der Vernehmung durch den Untersuchungsrichter beim Landgericht Berlin vom 13. Juli 1950, dass mehrere seiner Vorgänger als Kommandoführer „Umtrieben in der Umgebung Hitlers“ – wobei er insbesondere Hitlers Adjutanten Schaub als treibende Kraft nannte – zum Opfer gefallen seien.
In der SS wurde Gelzenleuchter nacheinander zum Untersturmführer (16. Januar 1932), Obersturmführer (20. April 1935) und Hauptsturmführer (9. November 1936) befördert.
Später arbeitete Gelzenleuchter – der Inhaber des Goldenen Parteiabzeichens, des SS-Totenkopfrings, des SS-Julleuchter und des Coburger Abzeichens war – für die Trabrennvereine Mariendorf und Ruhrleben. Vom 1. September 1942 bis 1. August 1943 war er dem SS-Hauptamt und dann dem SS-Personalamt zugeteilt.
Seit 1934 war Gelzenleuchter mit Johanna Poralla (* 19. Februar 1911 in Breslau) verheiratet. Aus dieser Ehe ging mindestens eine Tochter hervor.